# Adriaan Roland Holst
Adrianus (Adriaan) Roland Holst (Amsterdam, 23 mei 1888 – Bergen (Noord-Holland), 5 augustus 1976) was een Nederlands dichter. Zijn oeuvre wordt gekenmerkt door een eigen, plechtige stijl en rijke symboliek.

## Familie

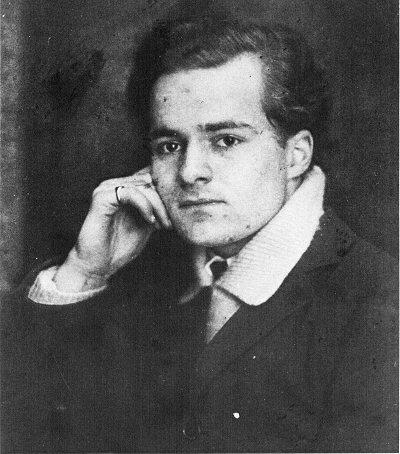
Adriaan Roland Holst (1904)

Zijn vader was een broer van de beeldend kunstenaar Richard Roland Holst die gehuwd was met  Henriette Roland Holst-van der Schalk, dichteres, schrijfster en socialiste. Zij was dus de tante van Adriaan Roland Holst. Adriaan werd door vrienden en familie 'Jany' genoemd. De drie – Adriaan, Richard en Henriette – hebben hun hele leven veel contact gehad. Annie Roland Holst-de Meester (1893-1987) was de echtgenote van zijn broer Marius (1889-1960).

## Biografie
Roland Holst groeide op in het Gooi. Hij bezocht in Hilversum de Gemeentelijke HBS (deze school is nu naar hem vernoemd en heet het A. Roland Holst College) en studeerde van 1908-1911 Keltische Letteren aan de Universiteit van Oxford. Al op twintigjarige leeftijd wist hij gedichten te plaatsen in het literaire tijdschrift De XXste Eeuw. In 1911 verscheen zijn debuut in boekvorm, de bundel Verzen. In zijn volgende bundels De belijdenis van de stilte en Voorbij de wegen is zijn eigen stem al tot volle wasdom gekomen. De gedragen verzen getuigen van een romantisch verlangen, van mythologie en van verheven eenzaamheid. Deirdre en de zonen van Usnach (1920), dat verscheen in de bibliofiele serie Palladium, is een poëtisch verhaal in een Keltische wereld.
In 1918 ging Roland Holst in Bergen wonen, waar zijn woonhuis thans bij toerbeurt wordt bewoond door verschillende schrijvers en dichters. Hij had verschillende literaire vrienden, zoals Menno ter Braak, J.C. Bloem, E. du Perron, J. Slauerhoff, Herman Gorter, M. Vasalis en Victor van Vriesland. Toen hij tijdens de Tweede Wereldoorlog gesommeerd werd zich aan te melden bij de Kultuurkamer, schreef hij de Duitse autoriteiten "dat Uw afkeuring van mijn lidmaatschap door mij op hoogen prijs zal worden gesteld". Daarop moest hij onderduiken.
Verder had hij contact met de schilder Carel Willink, die in 1948 in opdracht van het ministerie van onderwijs kunsten en wetenschappen een portret van hem schilderde.
Uit het archief met nominaties voor de Nobelprijs voor de Literatuur bij de Zweedse Academie blijkt dat Roland Holst in 1955 en 1961 genomineerd is geweest voor de Nobelprijs.
Hij overleed in zijn bejaardenhuis te Bergen (Noord-Holland)  in 1976 aan de complicaties van een val uit bed.

## Nationaal Monument

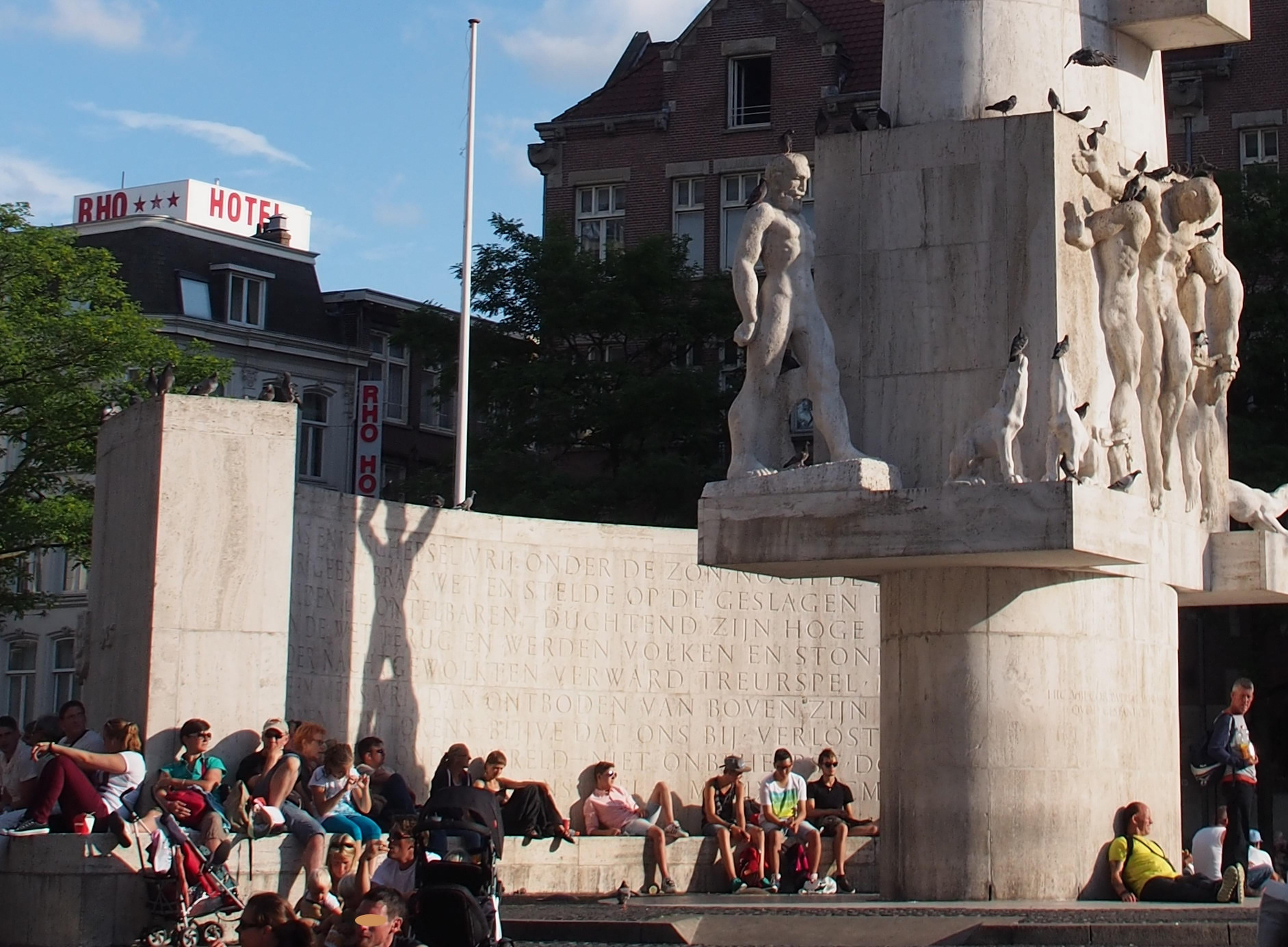
Gedicht van Roland Holst op het Nationaal Monument op de Dam in Amsterdam

Roland Holst werd in diverse opzichten gezien als een monumentaal dichter. Op het beeld ‘’De stedemaagd’’ in Alkmaar (1950) staat een kort gedicht van hem. Op de binnenkant van de gedenkmuur van het Nationaal Monument op de Dam (onthuld in 1956) is een gedicht van Roland Holst aangebracht, in een belettering ontworpen door Jan van Krimpen:
"Nimmer, van erts tot arend, was enig schepsel vrij onder de zon,
noch de zon zelve, noch de gesternten.
Maar geest brak wet en stelde op de geslagen bres de mens.
Uit die eersteling daalden de ontelbaren. [...]"

## Beeld
Mari Andriessen, als beeldhouwer onder andere bekend van het beeld De Dokwerker in Amsterdam, lid van de tweede generatie van 'De Groep', heeft het beeld gemaakt van Roland Holst dat op de hoek van de Hoflaan bij de Ruïnekerk in Bergen staat. Het werd tot zijn huidige formaat vergroot door Theo Mulder, leerling en vriend van Mari Andriessen.

## Varia
- Op 19 november 2009, naar aanleiding van de eventuele ambtswisseling van premier Herman Van Rompuy weerklonken de volgende versregels uit "De Ploeger" in het Belgisch parlement:

Ik vraag geen oogst; ik heb geen schuren,
ik sta in uwen dienst zonder bezit.
Maar ik ben rijk in dit:
dat ik de ploeg van uw woord mag besturen
Ik zal de halmen niet meer zien
noch binden ooit de volle schoven,
maar doe mij in den oogst geloven
waarvoor ik dien…

## Prijzen
- 1927 - Prijs van Amsterdam voor De wilde kim
- 1938 - D.A. Thiemeprijs voor Een winter aan zee
- 1945 - Verzetsprijs voor letterkundigen voor Helena's inkeer
- 1948 - Constantijn Huygens-prijs voor zijn gehele oeuvre
- 1955 - P.C. Hooft-prijs voor Late telgen
- 1959 - Prijs der Nederlandse Letteren voor zijn gehele oeuvre
- 1961 - Poëzieprijs van de gemeente Amsterdam voor Omtrent de grens
- 1964 - Poëzieprijs van de gemeente Amsterdam voor Onderhuids

## Biografie
- Jan van der Vegt, A. Roland Holst. Biografie. Baarn, De Prom, 2000.